# Historia Plantarum Rariorum
Historia Plantarum Rariorum, (abreviado Hist. Pl. Rar.), é um livro com ilustrações e descrições botânicas que foi escrito pelo botânico inglês John Martyn e publicado em Londres nos anos 1728-1737. Foi editado em alemão nos anos 1752-54 e reeditado em 1797 com o nome Abb. Beschr. Gewächse.